# Кристианс, Жорж
Жорж Кристианс (нидерл. Georges Christiaens; 30 июня 1910, Kooigem, Западная Фландрия — 13 января 1983, Ауденарде, Фламандский регион) — бельгийский профессиональный шоссейный велогонщик в 1932-1940 годах. 

## Достижения
Источник
1932
1-й Гран-при Фурми
1-й Гран-при Камбре
1933
1-й Париж — Булонь
2-й Туркуэн — Дюнкерк — Туркуэн
3-й Рубе — Кассель — Рубе
1934
1-й Сен-Андрис
1935
1-й Париж — Аррас
1-й Tour du Nord — Генеральная классификация
1-й — Этап 1
4-й Тур Лимбурга
8-й Tour de l'Ouest — Генеральная классификация
1-й — Этап 4
1936
2-й Дерби дю Норд
4-й Tour de l'Ouest — Генеральная классификация
1-й — Этап 5 Tour de l'Ouest
10-й Париж — Тур
14-й Льеж — Бастонь — Льеж
1937
3-й Тур Бельгии — Генеральная классификация
1-й — Этап 3
9-й Тур Швейцарии — Генеральная классификация
1-й — Этапы 4 и 7
9-й Флеш Валонь
10-й Джиро д’Италия — Генеральная классификация
11-й Тур Фландрии — Генеральная классификация
1938
1-й Берхем — Ауденарде
1-й Вихте
1-й Ипр
1-й Стаден
5-й Париж — Ницца — Генеральная классификация
13-й Джиро д’Италия — Генеральная классификация
1939
1-й Лилль
1-й Гран-при де Ла-Виль-де-Дюнкерк
1-й Туркуэн — Дюнкерк — Туркуэн
2-й Circuit de la Flandre Centrale
3-й Гран-при ла-Сюз-а-Лилль
3-й Гран-при Валлонии
3-й Гран-при Зоттегема
13-й Льеж — Бастонь — Льеж
1940
2-й Тур Фландрии
3-й Антверпен — Гент — Антверпен
4-й Circuit des Régions Flamandes
4-й Circuit de Belgique